# Aleje Karola Marcinkowskiego w Poznaniu

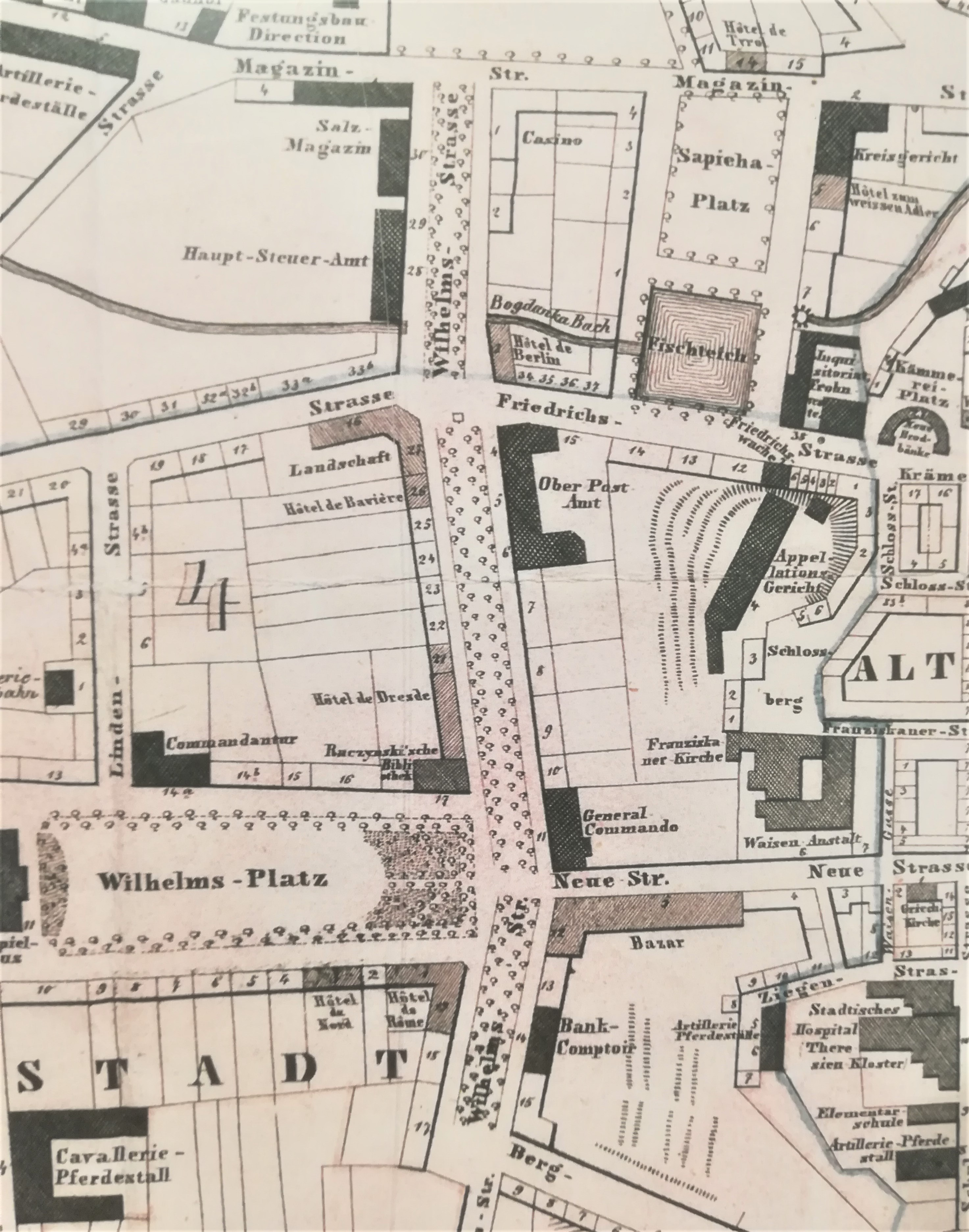
Aleje na planie z 1856

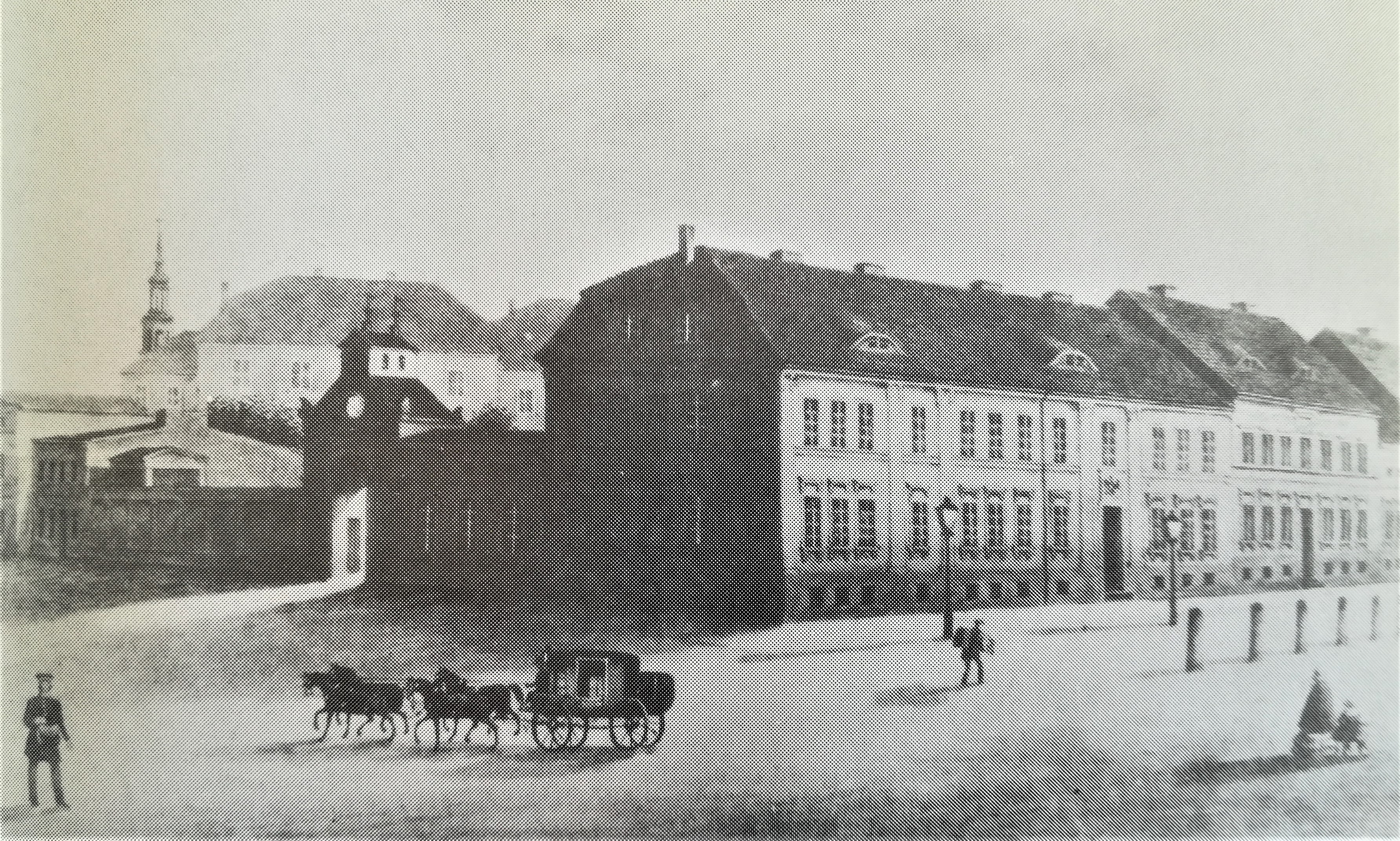
fragment Alei w 1840

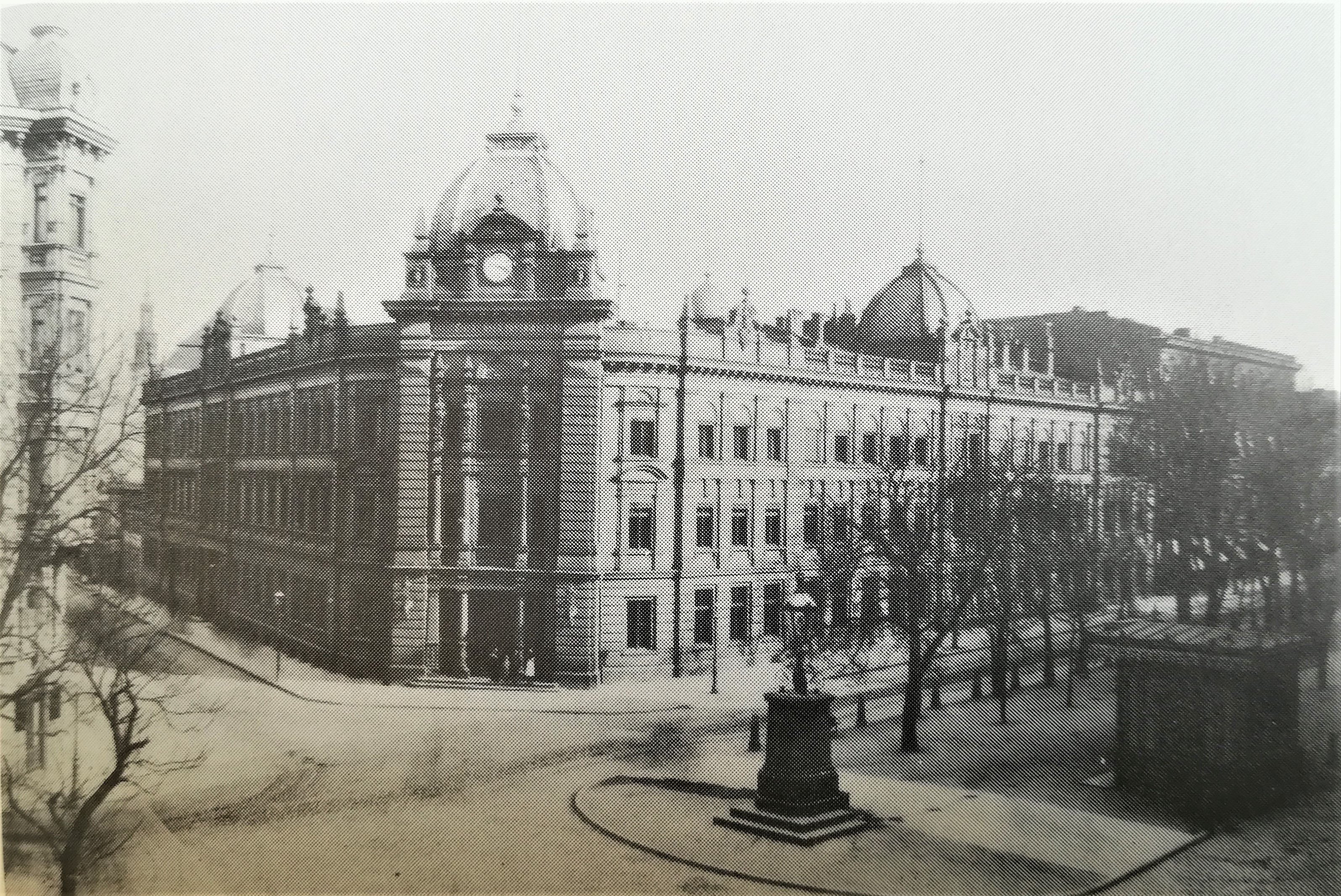
Fragment Alei w 1910

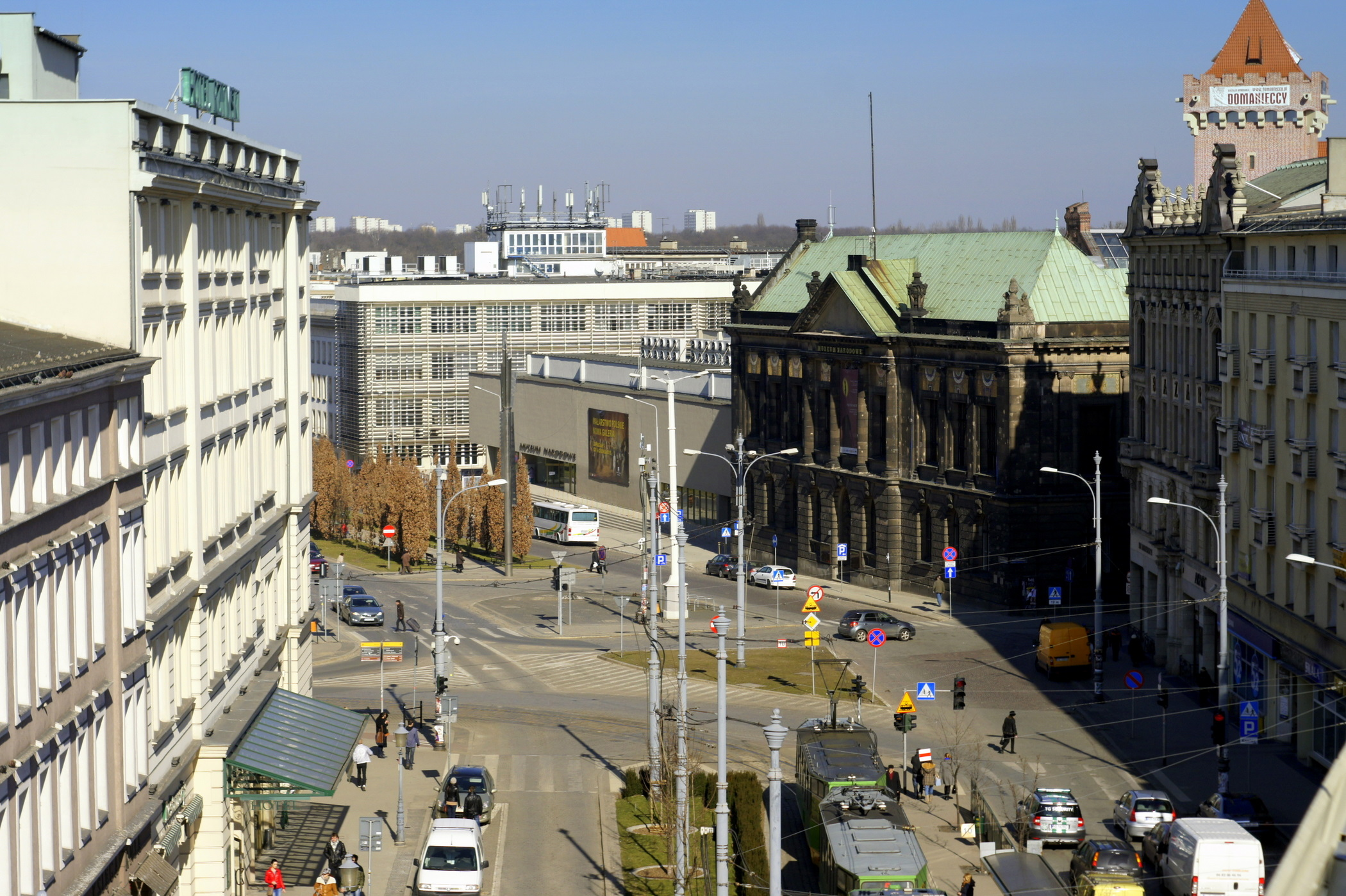
Widok na Muzeum Narodowe

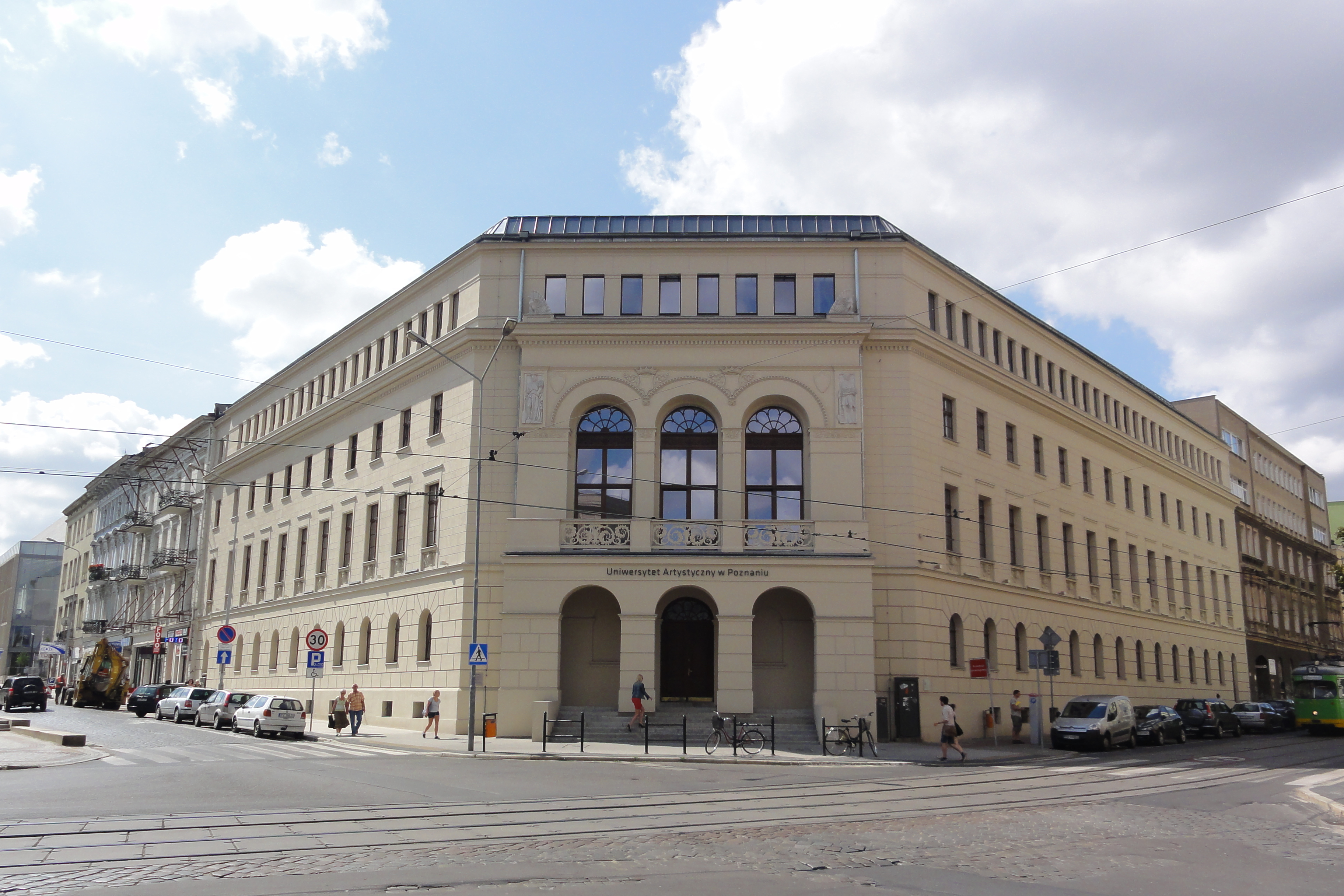
Uniwersytet Artystyczny

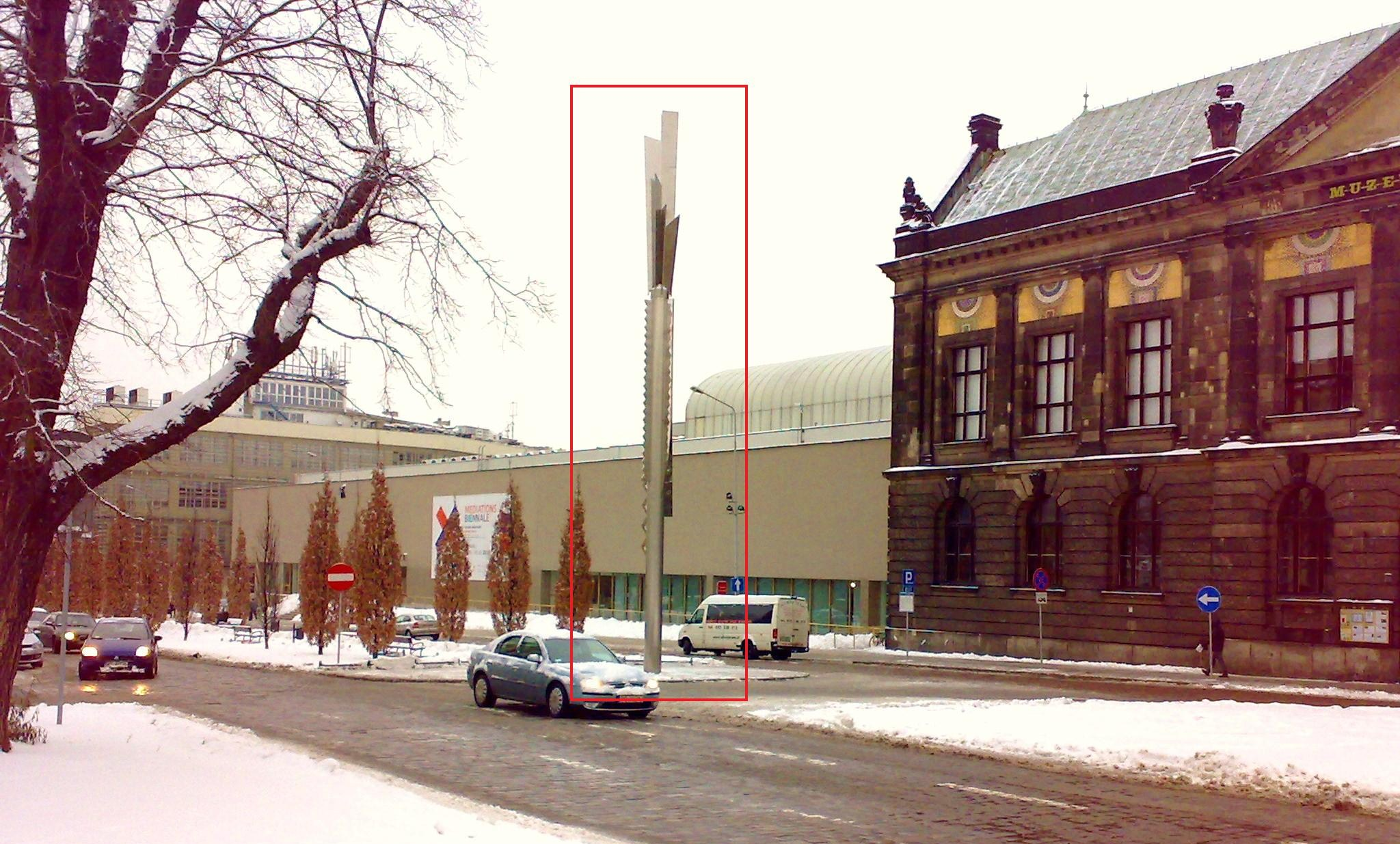
Stela Macka i Muzeum Narodowe

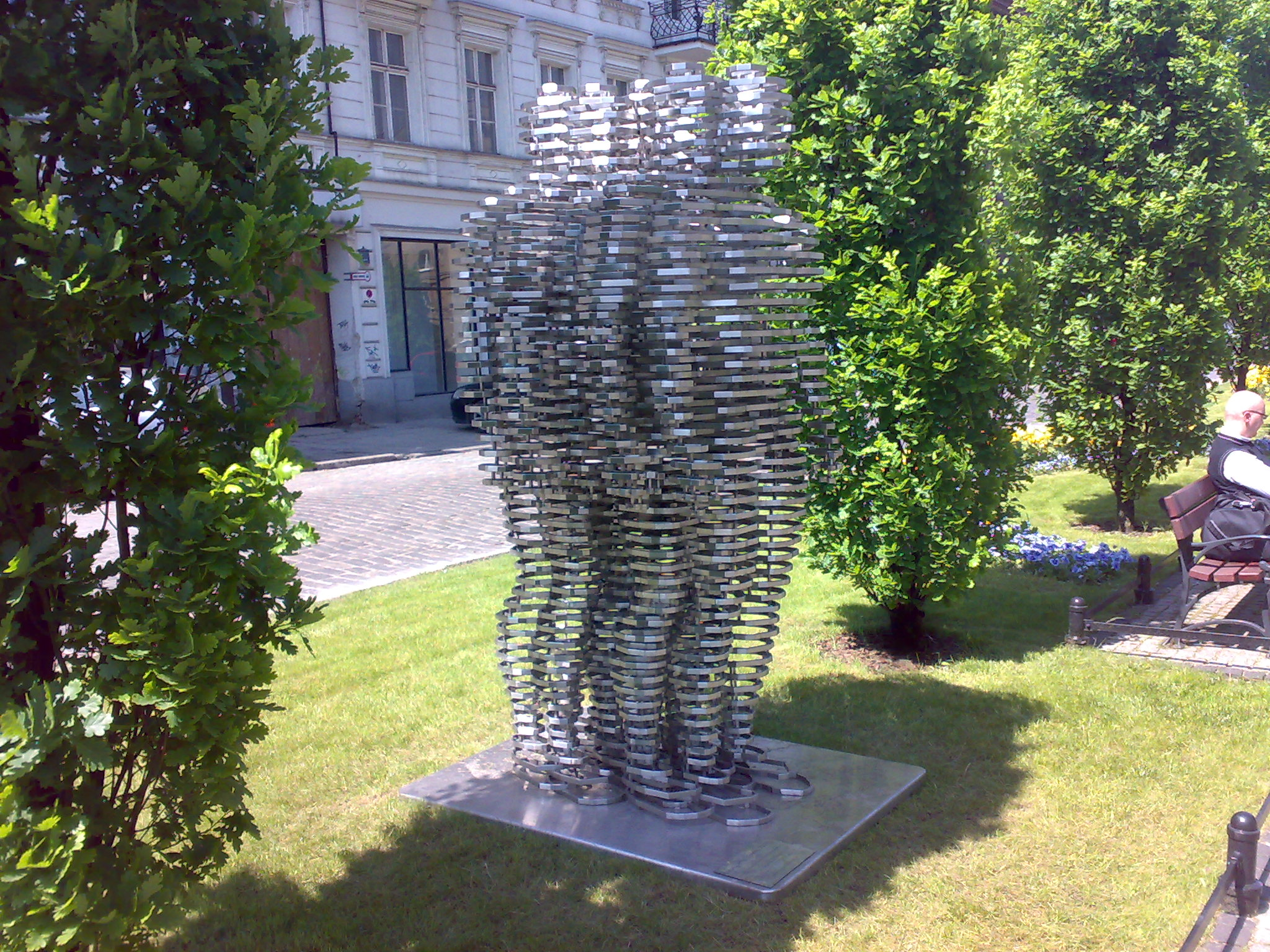
Pomnik Golema - stare położenie, między dębami

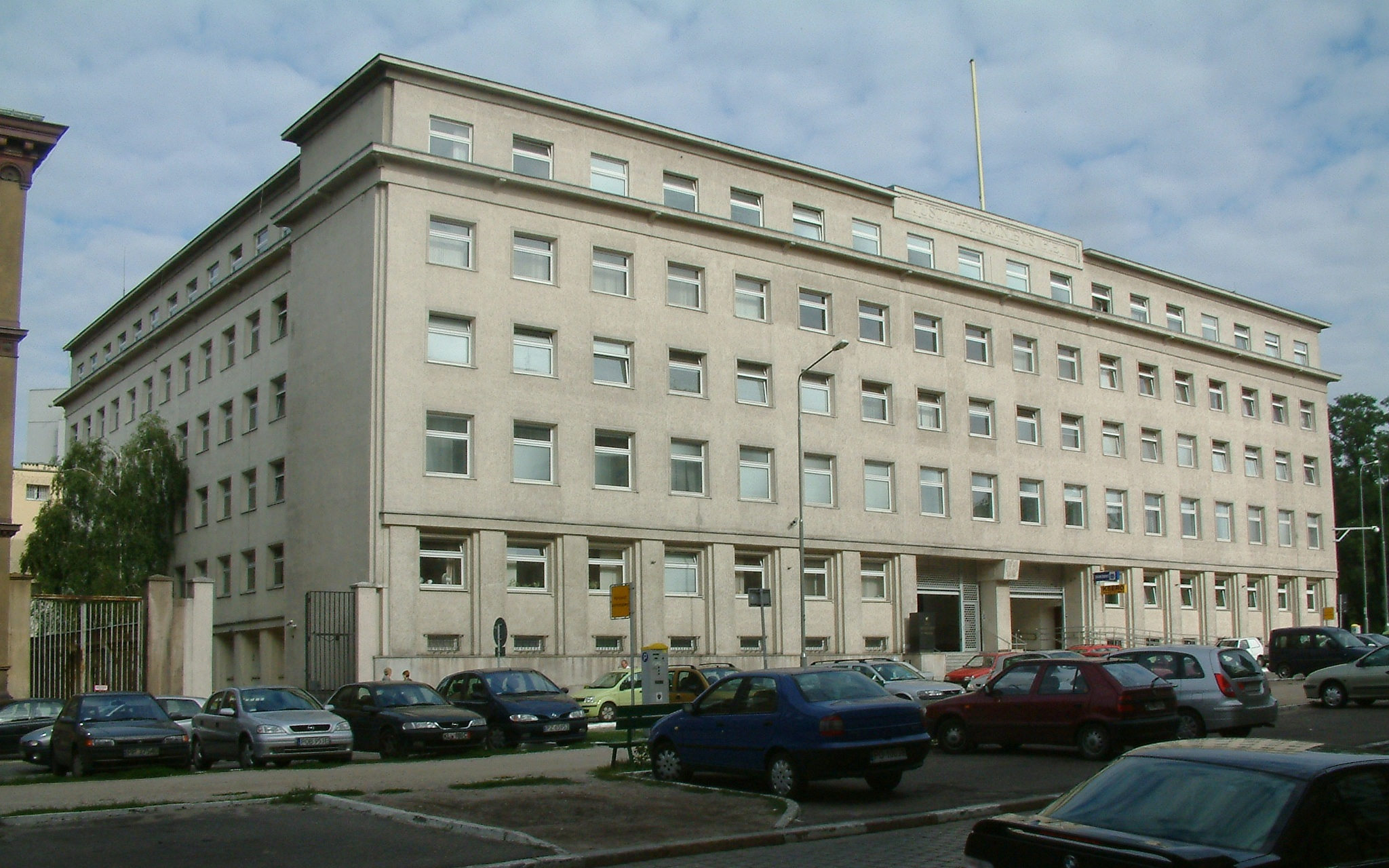
Sąd

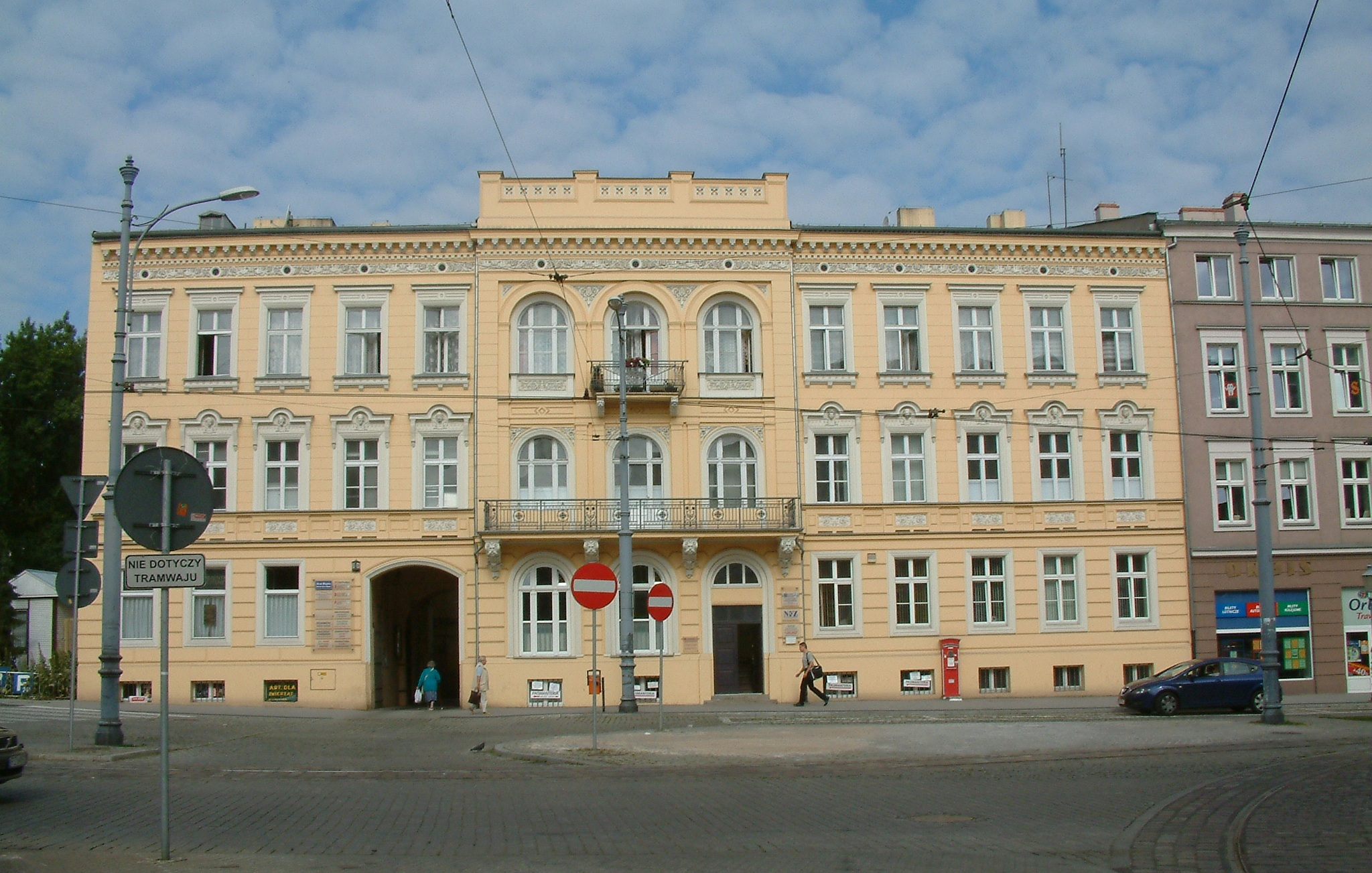
Pałac Anderschów

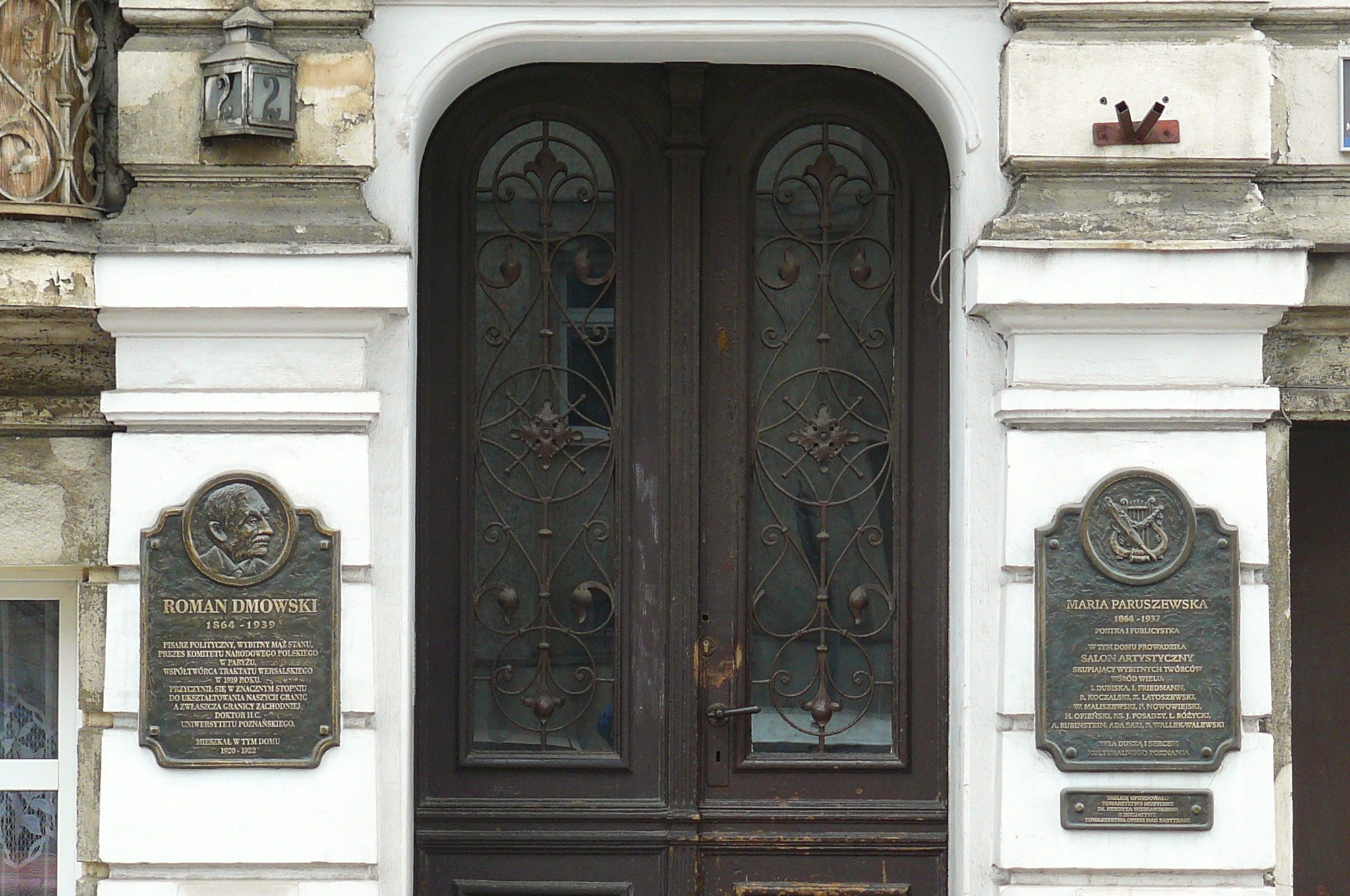
Aleje Marcinkowskiego 2 - tablice ku czci Romana Dmowskiego i Marii Paruszewskiej

Aleje Karola Marcinkowskiego (dawniej: ulica Wilhelmowska) – reprezentacyjna ulica w centrum Poznania, przebiegająca na osi północ-południe, od ul. Solnej na północy do ul. Święty Marcin na południu. W centralnym punkcie przechodzi wschodnim skrajem placu Wolności. Liczy 650 metrów długości.

## Historia
Aleje powstały z końcem XVIII wieku (1794–1798), ale już wcześniej istniał tutaj trakt komunikacyjny. Obecna forma wiąże się z powstaniem tzw. nowego miasta, na zachód od Starego Miasta. Autorem tej szeroko zakrojonej koncepcji był David Gilly, autor wielu dzieł na terenie Niemiec (m.in. Brunszwik i Poczdam). Nadał ulicy charakter głównej promenady miejskiej o szerokości 30 metrów, długości 643,7 metra (2050 stóp), o dwóch jezdniach, z czterema rzędami topoli piramidalnych oraz kasztanowców i trasą spacerową w środku. Wzorem była dla niego berlińska aleja Unter den Linden.
Aleje, z uwagi na swoją rangę, zaczęły „obrastać” reprezentacyjnymi gmachami od lat 20. XIX wieku i były to w dużej części obiekty związane z polskim życiem gospodarczym i kulturalnym. 
Aleje obsadzone były zawsze szpalerem drzew, częściowo wygrodzonym drewnianym opłotowaniem, celem umożliwienia spokojnych spacerów. Od 1900 do 1902 zmieniono koncepcję wysadzenia drzew - ulicę podzielono na trzy odcinki, każdy z innym gatunkiem (co roku). Od południa były to: platany, wiązy i lipy holenderskie. Kupiec Gustaw Kronthal ufundował miastu w 1884 budkę meteorologiczną z licznymi przyrządami. W pobliżu stała też drewniana pijalnia wód mineralnych, potem przesunięta w inne miejsce. 
W 1927 między ulicami Podgórną i Paderewskiego założono szeroką promenadę z rzędami kasztanowców. Po II wojnie światowej Aleje uległy głębokim przemianom urbanistycznym, związanym z planowaną w ich osi Trasą Piekary. Przyniosło to określone uszczerbki w substancji architektonicznej ulicy. W początkach XXI wieku rozpoczęto rewitalizację traktu, m.in. ułożono nową promenadę z kostki, nasadzono dęby piramidalne i ustawiono nowe pomniki.

## Obiekty
Począwszy od północy, przy Alejach Marcinkowskiego znajdują się (lub znajdowały) następujące istotne obiekty:

### Pierzejawschodnia
- nieistniejący teatr w ujeżdżalni Geislera (po przeciwnej stronie wylotu Alei), działał w latach 1794–1804, a na jego deskach występował m.in. Wojciech Bogusławski,
- dom nr 1 - tzw. Dom Królowej Jadwigi z lat 1854–1855. Początkowo funkcjonował tu hotel, a potem ognisko polskości, skupione wokół różnych instytucji kultury, m.in. teatru i sali wykładowej. W obiekcie występowali m.in. Kajetan Kopczyński, Władysław Bracki, Maria Kucnerowa i Antonina Podgórska. Znajdowały się tutaj także mieszkania, w których zamieszkiwali m.in. Helena Dowbor-Muśnicka (wdowa po generale Dowbor-Muśnickim), konsul szwedzki Wiktor Zabłocki i architekt Kazimierz Mayer - jeden z twórców koncepcji portu gdyńskiego,
- dom nr 2, należący ongiś do Marii Paruszewskiej - poetki i twórczyni tekstów do muzyki. Z uwagi na bogate kontakty towarzyskie właścicielki, w budynku gościli m.in. Feliks Nowowiejski, Irena Dubiska, Ignacy Friedman, Ludomir Różycki, Wacław Kochański, Bronisław Huberman, Bolesław Walek-Walewski, Henryk Opieński, Raul Koczalski, Aleksander Michałowski i Ada Sari,
- dom nr 3 - dawny Hotel Berliński (nieistniejący), w którym gościł Adam Mickiewicz w latach 1831 i 1832. Oprócz tego mieściły się tutaj Izba Przemysłowo-Handlowa oraz Giełda Zbożowa i Towarowa (pod względem obrotów największa z miast polskich),
- dom nr 3A - pod bramą tego budynku przepływała, skanalizowana obecnie, Bogdanka,
- budynek pocztowy - początkowo neorenesansowy (1873–1881, proj. Heinrich Koch), przebudowany w latach 1935–1936 (Adam Ballenstaedt), a potem po 1939. Z poczty często korzystał Zygmunt Krasiński, odbierając pocztę od Delfiny Potockiej, jadąc do podpoznańskiej Wierzenicy,
- Wojewódzkie Centrum Telekomunikacyjne, 1975, proj. Zdzisław Piwowarczyk i Regina Pawuła-Piwowarczyk,
- dom nr 5 - mieścił popularny sklep cukierniczy Patyków,
- dom nr 8 - z nieistniejącą cukiernią Warszawianka i ogródkiem. W oficynie, przed I wojną światową mieściło się Muzeum imienia Paula von Hindenburga, urodzonego w domu za narożnikiem - przy ul. Podgórnej,
- Muzeum Narodowe, wcześniej Muzeum Prowincjonalne z Biblioteką Krajową, jeszcze wcześniej pruskie dowództwo garnizonu (budynek z lat 1797–1799, zastąpiony przez muzeum). Obecny budynek z 1903, proj. Karol Hinckeldeyn, a nowe skrzydło z 2001, proj. Witold Trzaska (wewnątrz, na ścianie autograf Jana Lenicy, który niegdyś mieszkał w nieistniejącym obecnie domu, na tym miejscu),
- Hotel Bazar w Poznaniu - nowe skrzydło (1898–1899),
- dom nr 11 - dawny Bank Kwilecki-Potocki. W podwórzu schody Böhmera i Preula oraz Muzeum Farmacji,
- budynek NBP (nr 12) - dawniej Bank Królestwa Pruskiego z 1912, a potem Bank Rzeszy Niemieckiej, po odzyskaniu niepodległości - Polska Krajowa Kasa Pożyczkowa i od 1924 Bank Polski Spółka Akcyjna,
- dom nr 13 - dawny Hotel Francuski (Hôtel de France) z lat 1908–1910, proj. Roger Sławski, (nieistniejący, obecnie salon VIP PKO BP). W obiekcie gościli m.in. Jan Kasprowicz i Teofil Rzepnikowski - uczestnik powstania styczniowego, potem dyrektor Banku Związku Spółek Zarobkowych.

### Pierzeja zachodnia
- Sąd Okręgowy (wcześniej Sąd Ziemiański). Pierwszy budynek pochodził z lat 1873–1875, a projektantami byli Heinrich Hermann i Edmund Jacobsthal, natomiast obecny jest z lat 1952–1953 (przebudowany), a projektował go Stanisław Pogórski, obecnie siedziba Sądu Rejonowego Poznań-Nowe Miasto i Wilda,
- Komisariat Policji Poznań Stare Miasto, wcześniej Główny Urząd Celny oraz Urząd Akcyz i Monopoli, nawiązuje do form wczesnego renesansu włoskiego,
- Uniwersytet Artystyczny w Poznaniu, wcześniej siedziba Ziemstwa Kredytowego (starej landszafty). Obiekt w tzw. rundbogenstil, z lat 1837–1838, proj. August Soller, rzeźby - Karol Ceptowski (uczeń Bertela Thorvaldsena). Gmach został poważnie przebudowany. Przed II wojną światową siedziba Starostwa Krajowego (Poznańskiego Wojewódzkiego Związku Komunalnego).
- dom nr 27 - przed II wojną światową siedziba loży masońskiej Kosmos Loge - do 1939 wielkim mistrzem był tu kupiec Leon Chone, a członkami przede wszystkim zamożni Żydzi. Trzecie piętro zdobią rzeźby kobiece symbolizujące przemysł, handel, rzemiosło i rybołówstwo,
- dom nr 25 - dawna redakcja Gońca Wielkopolskiego,
- dom nr 24, własność Banku Związku Spółek Zarobkowych - od 1927 mieścił się tutaj Narodowy Uniwersytet Robotniczy, a wykładali m.in. Andrzej Wojtkowski (historyk), Aleksander Tarnawski (wiedzę o Polsce), Stanisław Kolbuszewski (literaturę), czy Józef Chałasiński (socjologię),
- Biblioteka Raczyńskich w Poznaniu (1822–1828),
- pl. Wolności,
- Drukarnia i Księgarnia św. Wojciecha. Przed budynkiem funkcjonował pierwszy w Poznaniu postój taksówek - przed 1914,
- Hotel Rzymski (Zur Stadt Rom), wcześniej także zarząd pisma Tęcza, okresowo pod redakcją Jerzego Drobnika,
- Pałac Anderschów, 1856, proj. Gustav Schultz,
- dom nr 18 (nieistniejący) - dawna redakcja Nowego Kuriera, organu chadecji. Oprócz tego w budynku księgarnię prowadził Jarosław Leitgeber, członek honorowy Związku Księgarzy Polskich, nestor poznańskiego księgarstwa,
- Galeria MM, dawniej drukarnia Jana Deckera, wyburzona w imię przeprowadzenia modernistycznej Trasy Piekary (pomysł zarzucony). U Deckera w gościnie zatrzymywał się m.in. Ernst Theodor Amadeus Hoffmann, autor tekstu do Opowieści Hoffmanna, stworzonych przez Jacques’a Offenbacha,
- Centrum III - niezrealizowana koncepcja przebudowy tej części centrum miasta.

### W osi Alei
- Gmach Dowództwa V Korpusu Armijnego w Poznaniu - nieistniejący,
- pomnik Wilhelma I - nieistniejący,
- pomnik Karola Marcinkowskiego,
- fontanna z delfinami z 1908, projektu Hugona Lederera (zwana też Studzienką Kronthala),
- Pomnik Golema, proj. David Černý,
- stela Heinza Macka.

## Komunikacja
Na krótkim odcinku Alei przebiega jednotorowa, jednokierunkowa trasa tramwajowa, z dwoma przystankami nazywającymi się Aleje Marcinkowskiego.

## Osobliwości
- w 1929, po ciężkiej zimie, wymarzły w Alejach wszystkie drzewa. Jako że był to rok PeWuKi, zastąpiono je prowizorycznie krzewami i wątłymi brzozami, tak aby nie utracić reprezentacyjnego charakteru ulicy;
- 12 kwietnia 1945 otwarto przy Alejach pierwszą po zakończeniu wojny księgarnię w mieście – jej pierwszym kierownikiem był Julian Stefański[3];
- dwa skrajnie różne stylowo pomniki: Marcinkowskiego (tradycyjny) i Golema (autorstwa skandalisty Davida Černého) prowadzą ze sobą w rejonie ulicy 23 Lutego swoisty dialog estetyczny.